# Flèche du Sud
Die Flèche du Sud ist ein luxemburgisches Straßenradrennen.
Das Etappenrennen findet jährlich im Mai statt. Zum ersten Mal fand die Rundfahrt 1949 statt. Seit 2005 zählt das Rennen zur UCI Europe Tour und ist in die Kategorie 2.2 eingestuft. Jeweils zweimal gewinnen konnten bereits Charly Gaul, Edy Schütz, Roger Gilson, Alf Segersäll, Lasse Bøchman und Pim Ronhaar. Organisiert wird das Rennen vom Verein Union Cycliste Esch (bis 1986), Vélo Union Esch (ab 1987).

## Siegerliste
- 1949  Roby Bintz
- 1951  Charly Gaul
- 1952  Roger Ludwig
- 1953  Charly Gaul
- 1954  Willy Gramser
- 1955  Théo Simon
- 1956  Rien van Grinsven
- 1957  Camille Jost
- 1958  Willy Vanden Berghen
- 1959  Bruno Martinato
- 1960  Raymond Jacobs
- 1961  August Korte
- 1962  Nicolas Manzo
- 1963  Johny Schleck
- 1964  Edy Schütz
- 1965  Edy Schütz
- 1966  Ortwin Czarnowski
- 1967  Roger Gilson
- 1968  Guy Boitrelle
- 1969  Roger Gilson
- 1970  Walter Bürki
- 1971  Fons van Katwijk
- 1972  Alfred Gaida
- 1973  Erny Kirchen
- 1974  Johan van der Meer
- 1975  Fausto Stiz
- 1976  Luciano Sacher
- 1977  Alf Segersäll
- 1978  Alf Segersäll
- 1979  Conny Neiertz
- 1980  Acácio da Silva
- 1981  Jean-Louis Schneiter
- 1982  Neil Martin
- 1983  Hartmut Bölts
- 1984  Francis da Silva
- 1985  Wim Jennen
- 1986  Rob Harmeling
- 1987  Hans-Werner Theisen
- 1988  Lutz Nippen
- 1989  Daniel Lanz
- 1990  Alex Zülle
- 1991  Robert de Poel
- 1992  Jan Østergaard
- 1993  Lex Nederlof
- 1994  Wolfgang Lohr
- 1995  Klaus Diewald
- 1996  Marc Lotz
- 1997  David Dante
- 1998  Jan Østergaard
- 1999  Kim Kirchen
- 2000  Giampaolo Cheula
- 2001  Bradley Wiggins
- 2002  Christian Weber
- 2003  David Loosli
- 2004  Andy Schleck
- 2005  Wolfram Wiese
- 2006  Geraint Thomas
- 2007  Boris Schpilewski
- 2008  Marcel Wyss
- 2009  Simon Zahner
- 2010  Lasse Bøchman
- 2011  Lasse Bøchman
- 2012  Bob Jungels
- 2013  Michael Valgren
- 2014  Gaëtan Bille
- 2015  Víctor de la Parte
- 2016  Sergio Sousa
- 2017  Mark Padun
- 2018  Gianni Marchand
- 2019  Quinten Hermans
- 2020 wegen COVID-19-Pandemie abgesagt
- 2021 wegen COVID-19-Pandemie abgesagt
- 2022  Thibau Nys
- 2023  Pim Ronhaar
- 2024  Pim Ronhaar
- 2025  Martijn Rasenberg